# Dieter Storz
Dieter Storz (* 1958) ist ein deutscher Militärhistoriker und Konservator.

## Leben
Storz leistete zunächst Wehrdienst bei der Bundeswehr. im Anschluss studierte er Geschichte und Germanistik an der Universität München und wurde 1990 bei Hans Schmidt mit der Dissertation Kriegsbild und Rüstung vor 1914. Europäische Landstreitkräfte vor dem Ersten Weltkrieg zum Dr. phil. promoviert. Für seine Arbeit erhielt er den 1992 zum ersten Mal vergebenen Werner-Hahlweg-Preis für Militärgeschichte und Wehrwissenschaften.
Storz ist seit 1991 wissenschaftlicher Mitarbeiter am Bayerischen Armeemuseum in Ingolstadt. Als Hauptkonservator ist er dort insbesondere für Handfeuerwaffen, aber auch für Artillerie, Gerät und Erinnerungsstücke zuständig.
Er publizierte mehrere Artikel und Bücher mit Schwerpunkt deutsche Militär- und Rüstungsgeschichte des 19. und 20. Jahrhunderts. Sein Werk Gewehr und Karabiner 98 gilt als Standardwerk. Storz ist darüber hinaus Mitarbeiter bei der RWM-Depesche und Autor der durch die DFG-geförderten internationalen Online-Enzyklopädie zum Ersten Weltkrieg 1914-1918-online.

## Schriften (Auswahl)
- Kriegsbild und Rüstung vor 1914. Europäische Landstreitkräfte vor dem Ersten Weltkrieg (= Militärgeschichte und Wehrwissenschaften. Bd. 1). Mittler, Herford u. a. 1992, ISBN 3-8132-0399-9 (Dissertation).
- Gewehr & Karabiner 98. Die Schußwaffen 98 des deutschen Reichsheeres von 1898 bis 1918 (= Kataloge des Bayerischen Armeemuseums Ingolstadt. Bd. 4). Verlag Militaria, Wien 2006, ISBN 978-3-902526-04-5.
- Deutsche Militärgewehre. 2 Bände, Verlag Militaria, Wien 2011/12. (englische Ausgabe: German military rifles)

- Band 1: Vom Werdergewehr bis zum Modell 71/84 (= Kataloge des Bayerischen Armeemuseums Ingolstadt. Bd. 8). 2011, ISBN 978-3-902526-43-4.
- Band 2: Schußwaffen 88 und 91 sowie Ziel- und Fechtgewehre, Seitengewehre und Patronentaschen (= Kataloge des Bayerischen Armeemuseums Ingolstadt. Band 9). 2012, ISBN 978-3-902526-55-7.

- Der Große Krieg. 100 Objekte aus dem Bayerischen Armeemuseum (= Kataloge des Bayerischen Armeemuseums Ingolstadt. Bd. 12). Klartext, Essen 2014, ISBN 978-3-8375-1174-1.
- Die Revolver 79 und 83 im Reichsheer. Bestände, Ausbildung und Einsatz (= RWM-Kompendium. No. 4). RWM-Verlag, Eltville 2014, ISBN 978-3-944988-03-0.
- (Hrsg.): Wilhelm Heiders Erster Weltkrieg. Aufzeichnungen aus Feldzug und Lazarett (= Veröffentlichungen des Bayerischen Armeemuseums. Bd. 12). Klartext, Essen 2014, ISBN 978-3-8375-1270-0.
- (Neu hrsg. mit Anmerkungen, Bilddokumenten und einem Nachwort): Wilhelm Michael Schneider: Infantrist Perhobstler. Mit bayerischen Divisionen im Weltkrieg (= Veröffentlichungen des Bayerischen Armeemuseums. Bd. 13). Verlag Militaria, Wien 2014, ISBN 978-3-902526-67-0.
- mit Daniel Hohrath (Hrsg.): Nord gegen Süd. Der Deutsche Krieg 1866 (= Kataloge des Bayerischen Armeemuseums. Band 13). Bayerisches Armeemuseum, Ingolstadt 2016, ISBN 978-3-00-053589-5.